# Alberto de Aquisgrão
Alberto de Aquisgrão (Albert de Aix-la-Chapelle em francês, Albert von Aachen em alemão, Albericus ou Albertus Aquensis em latim), foi um cronista e historiador do século XII, cónego e custódio da igreja de Aquisgrão (Aix-la-Chapelle, Aachen, Aquis-Granum).
Da sua vida apenas se sabe que foi o autor da Historia Hierosolymitanae expeditionis (História da Expedição a Jerusalém), ou Chronicon Hierosolymitanum de bello sacro (Crónica da Guerra Santa de Jerusalém), uma história em doze volumes escrita em latim entre 1125 e 1150. A crónica começa no Concílio de Clermont, narra a Primeira Cruzada e os primeiros anos do Reino Latino de Jerusalém, e acaba abruptamente no ano de 1121.
Foi uma obra de referência durante a Idade Média, usada por Guilherme de Tiro para a composição da sua Belli sacri historia (História da Guerra Santa). Publicada pela primeira vez em 1584, foi aceite até recentemente sem reservas pela maioria dos historiadores.
Actualmente a sua exactidão histórica tem sido posta em causa, pensando-se que é um registro amplamente fiel, mas incluindo algum material lendário. Alberto nunca visitou a Terra Santa, mas terá consultado aprofundadamente os cruzados que regressavam do Levante e tido acesso a correspondências relevantes.